# Videoprozessor
Als Videoprozessor bezeichnet man Bildprozessoren, die zum Beispiel in Unterhaltungselektronik-Geräten eine Bildaufbereitung durchführen.
Dabei werden von diesen Prozessoren verschiedene Aufgaben (Decodierung von MPEG-2- und MPEG-4-Datenströmen, Deinterlacing, Skalierung und meist auch die Audio-Decodierung) übernommen. Nicht alle so bezeichneten Prozessoren beherrschen jedoch alle erforderlichen Verarbeitungsschritte. Da die meisten Bildprozessoren eher günstige Massenware sind, die in jedem billigen DVD-Spieler oder Fernsehempfänger (und auch in allen Beamern, LCD- und Plasmafernsehern) verbaut sind, sind deren Fähigkeiten eher mäßig und die erzielte Bildqualität bestenfalls als durchschnittlich zu bezeichnen.
Eine spezielle Gruppe der Bildprozessoren sind die Video Display Controller oder Grafikprozessoren, die nicht direkt ein Videosignal umwandeln oder verbessern, sondern aus abstrakter Information (Text, binär gespeichertes Bild) eine sichtbare Information erzeugen.

## Aufgaben
Da die sehr komplexe Aufgabe eines hochwertigen Deinterlacings (aus den Halbbildern des noch immer üblichen Halbbildverfahrens bei der Übertragung von TV-Signalen sogenannte Progressiv-Scan-Vollbilder zu erzeugen) die meisten eingebauten Bildprozessoren der Endgeräte überfordert, haben sich gerade im Heimkinobereich sogenannte externe Videoprozessoren durchgesetzt. Diese Videoprozessoren arbeiten mit deutlich leistungsfähigeren (und damit auch deutlich teureren) Prozessoren. Gegenüber den nur rudimentär arbeitenden Bildprozessoren des Massenmarktes (Beispiel: AMD Xilleon, STMicroelectronics ST7100, SigmaDesigns 86xx, Panasonic UniPhier usw.) werden hier hochspezialisierte Prozessoren verwendet, die sich ausschließlich auf das Deinterlacing, die Skalierung und die Behebung von Rauschen, Macroblocking und Kompressionsartefakten beschränken.
Sie zeichnen sich durch ihre Fähigkeit aus, statt der üblichen Deinterlacingverfahren (Bobbing, Weaving, Skip Field, Blending und Motion Adaptive) das echte Pixel-Based-Motion-Adaptive-Four-Field-Deinterlacing zu beherrschen – die mit Abstand höchstwertige Methode des Deinterlacings, mit entsprechend gutem optischen Eindruck. Und sie skalieren (interpolieren) deutlich schärfer und sauberer, ohne dabei Artefakte hinzuzufügen. Auch unter diesen Prozessoren gibt es noch Unterschiede in der Qualität, die aber eher gering sind im Vergleich zu den zuvor erwähnten Massenmarkt-Prozessoren.